# Crypturellus ptaritepui
Crypturellus ptaritepui là một loài chim trong họ Tinamidae.